# Болеро-17
Болеро-17 — анимационный фильм режиссёра Гарри Бардина 2018 года.

## Сюжет
Фильм о выборе между свободой и несвободой.
Человечки с конвейера не желают идти строем и носить шоры. Пластилиновая аллегория на музыку Мориса Равеля.

## История
Лента «Болеро 17» — 25-й фильм Гарри Бардина.
Как и предыдущая картина режиссёра «Слушая Бетховена», эта была создана благодаря краудфандингу.
Работа над фильмом велась два года. Бардин — автор сценария, режиссёр и продюсер фильма «Болеро 17».

## Награды
- «Болеро 17» Гарри Бардина получил приз в Лондоне на фестивале London Rocks Film Festival: жюри фестиваля единодушно присудило ему победу в категории «Лучший анимационный фильм»[2][3].